# 전문대학
전문대학(專門大學, 영어: Korean Junior College)은 대한민국에 있는 고등교육기관의 일종이다. 고등교육법 제47조에 의거해 설립된 전문대학은 기술과 직업 실무를 중점으로 교육한다. 중견 직업인을 양성하고자 전문 이론과 기술을 교수·연구하는 고등교육기관이다.
수업 연한은 학위과정 마다 다른데 고등교육법에 따르면 전문학사과정은 2년 이상 3년 이하, 학사학위 전공심화과정은 전문학사과정의 수업연한을 포함한 4년 이상, 전문기술석사과정은 2년 이상으로 정해져있다. 의료인 양성을 위한 과정의 수업연한 및 학위에 관한 특례에 적용되는 학과는 4년의 학사학위 과정으로 운영되고 있다.

## 역사
전문대학의 시작은 1964년 설치된 실업고등 전문학교로 볼 수 있다. 제1차 경제개발 계획이 시작된 직후, 기술 인력의 양성을 위해 전국의 9개교를 설치했는데, 각각 목포해양고등전문학교, 경기공업고등전문학교, 대전공업고등전문학교 외에 삼척시, 부산광역시, 충주시, 예산군, 순천시, 진주시 등에 설치되었다. 5년제 과정으로 설치된 이들 학교는 긴 학제 기간 등으로 인한 중도 탈락자 과다와, 단기 고등교육기관 필요성이 제기됨에 따라 2년제 전문학교로 개편된다. 이전의 실업고등 전문학교가 중학교 졸업자를 대상으로 한 일종의 중등교육기관이었다면, 전문학교는 고교 졸업자를 대상으로 한, 본격적인 고등교육기관으로의 전환이었다. 삼척공업전문학교, 원주간호전문학교, 부산공업전문학교 등 전국 각지에 26개교가 설치되었으며, 졸업 후에는 동일계 대학의 해당 학과에 편입학할 수 있도록 했다.
이후, 1949년 규정되었지만 잘 지켜지지 못한 초급대학과 함께 단기고등교육기관을 1979년, 전문대학으로 일원화하여 재편성하였다. 이에 따라 동양공업전문대학, 유한공업전문대학, 농협협동조합전문대학 등 전국 127개 전문대학이 각지에서 생겨났다. 다만, 모든 초급대학 등이 전문대학으로 편성된 것은 아니다. 강릉초급대학, 안동초급대학, 목포초급대학 등은 4년제 단과대학 등으로 재편성 되기도 하였다.
전문대학의 경우 교명에 ‘전문’을 명시했어야 하나, 1998년 3월에 교명에 ‘전문’을 삭제할 수 있도록 하고, 2011년 11월 ‘대학’ 명칭을 ‘대학교’로 자율적으로 변경할 수 있게 하면서 ‘전문대학’이라 이름 붙인 학교를 찾아보기 어렵게 되었다. 현재는 명지전문대학, 영진전문대학교와 인하공업전문대학 등의 소수의 학교가 교명에 전문대학임을 명시하고 있다.
2018년 기준으로 전국 전문대학 수는 136개교에 달하며, 경기도에 가장 많은 수의 학교가 설치되어 있다.

## 현황
2020년 기준, 대한민국의 전문대학 수는 137개교에 달한다. 설립 유형별로, 국립 대학은 2개교, 공립 대학은 7개교, 사립 대학은 127개교로, 사립학교의 수가 압도적이다.

## 학위
전문대학에서 수여되는 학위로는 전문학사, 학사, 전문기술석사가 있다.

### 전문학사
2/3년제 전문학사과정 졸업자의 경우 전공 분야별로 전문학사 학위(associate degree)를 수여받는다.

### 학사
2008년부터 동일계열의 전문학사 소지자의 계속교육을 위해 학사 학위(Bachelor's Degree)가 수여되는 학사학위 전공심화과정을 각 전문대학에서 설치 및 운영할 수 있게되었다. 전문학사과정의 수업연한을 포함해 4년 이상의 과정으로 구성해야하여 대부분 1년 또는 2년의 과정으로 개설된다. 지원자격으로는 수업연한에 따라 2년 또는 3년 이상의 동일계열 전문대학 졸업 또는 이와 동등 이상의 학력이 요구되며 학과 개설유형에 따라 관련 분야 재직 경력도 필요할 수 있다.
간호학과의 경우에는 4년제 일원화 정책에 따라 전문대학에서도 대학과 동일한 4년제 학사과정으로 운영되고있다.

### 전문기술석사
2021년 고등교육법 개정으로 석사 과정을 설치 및 운영할 수 있게 되었으며 학위는 전문기술석사 학위가 수여된다. 고등교육법에 따라 다른 석사 학위와 같은 수준의 학력으로 인정된다.

## 과거 존재하였던 기관
- 구제전문학교는 일제강점기에 존재했던 기관이었다. 구제전문학교는 구제고등학교나 대학교 예과 과정과 동일한 학력으로 인정하며 학사과정인 대학교 본과에 입학할 수 있었으며 해방 이후에는 국내 여러 대학의 모체가 되었다.
- 고등전문학교는 고등학교과정(3년)과 전문대학과정(2년)을 통합한 5년 과정의 교육기관이었다. 1963년 도입되어 1979년 전문대학으로 개편되었다.
- 전문학교는 고등전문학교에서 고등학교과정(3년)을 제거한 전문대학과정(2년)의 고등교육기관이었다. 1970년 도입되어 1979년 전문대학으로 개편되었다.
- 경찰전문학교는 대한민국의 경찰관 및 소방관이 될 임용예정자와 현직경찰관을 가르치던 교육훈련기관이었다. 1972년 경찰대학으로 개편되었다.[12]

## 국가별 사례
1920년에 미국 일리노이주에서 처음 시작되었으며, 미국에서는 1940년 600여 학교까지 늘어났다. 
대한민국에서는 교양 있는 직업인의 양성을 위하여 이에 준하는 전문대학을 설치하여 운영하고 있다. 대한민국은 초기, 초급대학이라는 명칭으로 학제를 들여왔으나, 사회적 요구에 맞게 점진적으로, 고등 교육에 준하는 교육과정을 지원하는 전문대학과, 직업적 완성도를 높이기 위한, 전문 인력 양성의 교육 과정은 직업전문학교 등으로 이원화되어 왔다.
일본의 경우 단기대학(일본어: 短期大学, 영어: Junior college), 일명 단대(일본어: 短大)는 고등교육기관의 한 형태로, 2~3년제의 대학교이며 고등학교 졸업 후에 입학할 수 있다. 단기대학 제도 취지는 고등교육을 개방하려는 목적이었으나 시간이 지남에 따라 교육수준이 높아가기 때문에 중등교육의 연장으로 여기고 있다. 직업적 완성의 성격도 강하게 띠고 있으며 다른 한편으로는 고등교육의 준비단계로서의 성격도 지니고 있다.
일본에서는 제2차 세계 대전 이후 6-3-3-4 단선화를 실시했지만 요건을 채우지 않기 때문에 4년제 대학화 할 수 없는 학교가 남았다. 본래 잠정적인 존재였던 것을 추인하는 형태로 후에 단기 대학 제도가 법률에 정해졌다. 
일본의 단기대학은 통상 2~3년의 교육 과정을 지원하며, 일부 대학은 전문학사(Associate degree)를 수여하기도 한다.
직업교육을 중점으로 하는 고등교육기관은 전문학교(일본어: 専門学校)로 칭하며, 일본 학교교육법상 전수학교(일본어: 専修学校)로 분류하는 교육기관에서 전문과정(대학교 과정)을 두는 곳이 해당한다.

## 같이 보기
- 한국전문대학교육협의회
- 고등전문학교
- 전문 석사
- 전문학사
- 전문사